# Zwitserse hockeyploeg (mannen)
De Zwitserse hockeyploeg voor mannen is de nationale ploeg die Zwitserland vertegenwoordigt tijdens interlands in het hockey.
Het Zwitserse team heeft vijfmaal deelgenomen aan de Olympische Spelen, de laatste maal in 1960. Sindsdien heeft het land zich niet meer geplaatst voor een mondiaal toernooi.
Bij Europese kampioenschappen, waaraan zesmaal werd deelgenomen, eindigde het team meestal rond de 10de plaats.
De laatste jaren speelt Zwitserland op het Europees kampioenschap voor B-landen. Op dit toernooi werd in 2007 een 4de plaats behaald.

## Erelijst Zwitserse hockeyploeg
| Jaar | Champions Trophy | Europees kampioenschap | Olympische Spelen   | Wereldkampioenschap | Hockey World League Hockey Pro League |
| ---- | ---------------- | ---------------------- | ------------------- | ------------------- | ------------------------------------- |
| 1908 |                  |                        | geen deelname       |                     |                                       |
| 1920 |                  |                        | geen deelname       |                     |                                       |
| 1928 |                  |                        | 5 OS 1928 Amsterdam |                     |                                       |
| 1932 |                  |                        | geen deelname       |                     |                                       |
| 1936 |                  |                        | 5 OS 1936 Berlijn   |                     |                                       |
| 1948 |                  |                        | 5 OS 1948 Londen    |                     |                                       |
| 1952 |                  |                        | 8 OS 1952 Helsinki  |                     |                                       |
| 1956 |                  |                        | geen deelname       |                     |                                       |
| 1960 |                  |                        | 15 OS 1960 Rome     |                     |                                       |
| 1964 |                  |                        | geen deelname       |                     |                                       |
| 1968 |                  |                        | geen deelname       |                     |                                       |
| 1970 |                  | 8 EK 1970 Brussel      |                     |                     |                                       |
| 1971 |                  |                        |                     | geen deelname       |                                       |
| 1972 |                  |                        | geen deelname       |                     |                                       |
| 1973 |                  |                        |                     | geen deelname       |                                       |
| 1974 |                  | 17 EK 1974 Madrid      |                     |                     |                                       |
| 1975 |                  |                        |                     | geen deelname       |                                       |
| 1976 |                  |                        | geen deelname       |                     |                                       |
| 1978 | geen deelname    | geen deelname          |                     | geen deelname       |                                       |
| 1980 | geen deelname    |                        | geen deelname       |                     |                                       |
| 1981 | geen deelname    |                        |                     |                     |                                       |
| 1982 | geen deelname    |                        |                     | geen deelname       |                                       |
| 1983 | geen deelname    | geen deelname          |                     |                     |                                       |
| 1984 | geen deelname    |                        | geen deelname       |                     |                                       |
| 1985 | geen deelname    |                        |                     |                     |                                       |
| 1986 | geen deelname    |                        |                     | geen deelname       |                                       |
| 1987 | geen deelname    | geen deelname          |                     |                     |                                       |
| 1988 | geen deelname    |                        | geen deelname       |                     |                                       |
| 1989 | geen deelname    |                        |                     |                     |                                       |
| 1990 | geen deelname    |                        |                     | geen deelname       |                                       |
| 1991 | geen deelname    | 11 EK 1991 Parijs      |                     |                     |                                       |
| 1992 | geen deelname    |                        | geen deelname       |                     |                                       |
| 1993 | geen deelname    |                        |                     |                     |                                       |
| 1994 | geen deelname    |                        |                     | geen deelname       |                                       |
| 1995 | geen deelname    | 11 EK 1995 Dublin      |                     |                     |                                       |
| 1996 | geen deelname    |                        | geen deelname       |                     |                                       |
| 1997 | geen deelname    |                        |                     |                     |                                       |
| 1998 | geen deelname    |                        |                     | geen deelname       |                                       |
| 1999 | geen deelname    | 10 EK 1999 Padua       |                     |                     |                                       |
| 2000 | geen deelname    |                        | geen deelname       |                     |                                       |
| 2001 | geen deelname    |                        |                     |                     |                                       |
| 2002 | geen deelname    |                        |                     | geen deelname       |                                       |
| 2003 | geen deelname    | 11 EK 2003 Barcelona   |                     |                     |                                       |
| 2004 | geen deelname    |                        | geen deelname       |                     |                                       |
| 2005 | geen deelname    | geen deelname          |                     |                     |                                       |
| 2006 | geen deelname    |                        |                     | geen deelname       |                                       |
| 2007 | geen deelname    | geen deelname          |                     |                     |                                       |
| 2008 | geen deelname    |                        | geen deelname       |                     |                                       |
| 2009 | geen deelname    | geen deelname          |                     |                     |                                       |
| 2010 | geen deelname    |                        |                     | geen deelname       |                                       |
| 2011 | geen deelname    | geen deelname          |                     |                     |                                       |
| 2012 | geen deelname    |                        | geen deelname       |                     |                                       |
| 2013 |                  | geen deelname          |                     |                     | geen deelname                         |
| 2014 | geen deelname    |                        |                     | geen deelname       |                                       |
| 2015 |                  | geen deelname          |                     |                     | 25e HWL 2014-15                       |
| 2016 | geen deelname    |                        | geen deelname       |                     |                                       |
| 2017 |                  | geen deelname          |                     |                     | 30e HWL 2016-17                       |
| 2018 | geen deelname    |                        |                     | geen deelname       |                                       |
| 2019 |                  | geen deelname          |                     |                     | geen deelname                         |
| 2021 |                  | geen deelname          | geen deelname       |                     | geen deelname                         |
| 2022 |                  |                        |                     |                     | geen deelname                         |
| 2023 |                  | geen deelname          |                     | geen deelname       | geen deelname                         |
| 2024 |                  |                        | geen deelname       |                     | geen deelname                         |